# 2013 ND15

Animation of relative to Sun and Venus
Sun•
Venus•

2013 إن دي15 هو كويكب وطروادة مؤقتة لكوكب الزهرة، وأول طروادة معروفة للزهرة.

## الإكتشاف والخصائص الفيزيائية
2013 إن دي15 تم اكتشافه في 13 يوليو 2013 من قبل (إن. بريماك، أ. شولتز، تي. غوغيا و كي. تشامبرس) مشروع بان-ستارس. اعتبارا من سبتمبر 2014، لوحظ 21 مرة عند فترة بيانات قوس امتدت 26 يوما.2013 إن دي15 من كويكبات آتن  ومحورة شبه الرئيسي (0.7235 وحدة فلكية) وهذا مشابهة جدا لكوكب الزهرة ولكن لديه انحراف مداري عالي (0.6115) وميل مداري صغير (4.794 درجة). مع قدر مطلق 24.1، و يتراوح قطره في حدود 40-100 م (لبياض مفترض يعادل 0.04-0.20).

## المدار
2013 ND15 يدور حول الشمس في مدار إهليلجي متقدم يتراوح بين 42،053،000 كم (0.281 AU) و 174،427،000 كم (1.166 AU) من مركزه حول الشمس.  الانحراف المركزي  هو 0.611  لمدارة الذي في شكل قطع ناقص ، ويميل المدار 4.794 درجة إلى مسير الشمس. يقع حاليًا في نقطة L4 Lagrange لنظام Sun-Venus. في هذا الموضع ، تسبق الزهرة بزاوية 60 درجة ، واصفة مدارًا "على شكل شرغوف" حول النقطة L4.
إن نصف المحور المداري الرئيسي البالغ 108.239.700 كيلومتر (0.723538 AU) يشبه إلى حد بعيد كوكب الزهرة عند 108208000 كيلومتر (0.723327) ، لكن الانحراف المركزي شديد بحيث  أن مدار الكويكب يبدأ من داخل مدار عطارد ويمتد إلى ما وراء مدار الأرض  ، متجاوزًا مدارات الثلاثة كواكب. هذا يعني أن 2013 ND15 ينتمي إلى مجموعة كويكبات آتون بالإضافة إلى حالته كجسم مشترك.
الفترة المدارية لعام 2013 ND15 هي 224 يومًا و 19 ساعة و 7 دقائق و 23 ثانية. لذلك فهي تدوم حوالي ساعتين و 18 دقيقة أطول من كوكب الزهرة.

## الرنين المداري
2013 ND  15 قد اكتشف في 
مدار الشرغوف حول نقطة لاغرانج في كوكب الزهرة قالب:L4.  بالإضافة إلى كونه كوكب الزهرة  مدار مشترك ، هذا الكويكب أيضًا  عطارد عطارد ومعبر الأرض. يعرض  2013 ND  15 سلوكًا  الرنين (أو شبه الرنين) مع  عطارد والزهرة و الأرض.  يختلف تطورها الديناميكي قصير المدى عن تطور مدارات الزهرة الثلاثة الأخرى ،  2001 CK  32 ،  2002 VE  68 ، و  2012 XE  133. 